# Хилих
Хилих  (арч. Хилихъ) — село в Чародинском районе Дагестана. Входит в сельсовет Арчибский.

## География
Находится в 33 км к югу от с. Цуриб.

## Население
| 1926 | 1939 | 1970 | 1989 | 2002 | 2010 | 2021 |
| ---- | ---- | ---- | ---- | ---- | ---- | ---- |
| 165  | ↘158 | ↘144 | ↗213 | ↗248 | ↗250 | ↗306 |